# Keskenycsőrű keselyű
A keskenycsőrű keselyű (Gyps tenuirostris) a madarak (Aves) osztályának vágómadár-alakúak (Accipitriformes) rendjébe, ezen belül a vágómadárfélék (Aegypiinae) családjába tartozó faj, melyet 2006-ban azonosnak tartottak a közeli rokonával, a hosszúcsőrű keselyűvel (Gyps indicus). Egyébként a két madár elterjedési területe nem érintkezik, és a szakértők alaktanilag, távolról is meg tudják különböztetni őket. A hosszúcsőrű keselyű csak a Gangesztől délre fordul elő és a sziklákon költ, míg a keskenycsőrű keselyű a Himalája lábainál, valamint Délkelet-Ázsiában található meg és a fákra rakja fészkét.

## Előfordulása

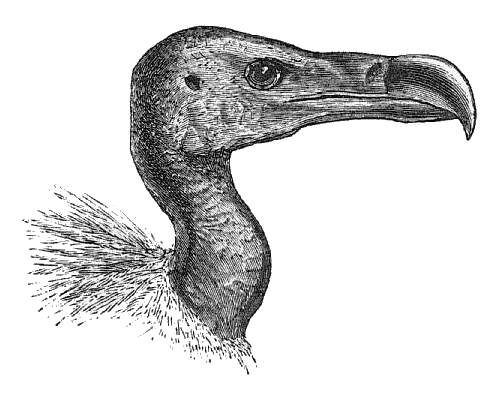
Régi rajz a keselyű fejéről

A keskenycsőrű keselyű előfordulási területe Indiában az Indo-Gangeszi-síkság északi részén, nyugaton Himácsal Pradestól délre Orisza északi feléig és keleten Asszámon keresztül, Észak- és Közép-Bangladesig, Dél-Nepálig és Mianmarig. Újabban Kambodzsában is felfedezték.
Indiában, Dél- és Délkelet-Ázsiában a Gyps-fajok állományai, akár 99%-os állománycsökkenést szenvedettek az úgynevezett diklofenákmérgezések által. Ezzel a szerrel az állatorvosok a háziállatokat, főleg a szarvasmarhákat oltották be, de amikor az állat elpusztult, a keselyűk „takarították fel”; azonban ekkor kezdődődött a baj, mivel a diklofenák veseelégtelenséget okozott e madaraknál. Azonban a diklofenák betiltásával és a fogságban szaporító programok segítségével, több fajt is sikerült megmenteni a kihalástól. A Royal Society for the Protection of Birds (RSPB) becslései szerint 2009-ben, körülbelül 1000 példányt létezett a vadonban ebből a keselyűfajból. Pamela Cecile Rasmussen, híres amerikai ornitológusnő bebizonyította, hogy a korábban hosszúcsőrű keselyűnek vélt keskenycsőrű keselyű, valójában egy különálló fajt képez. Ez igen fontos felfedezés, mivel a fogságban való szaporító programok keretében így elkerülendő az amúgy is veszélyeztetett keselyűfajok hibridizációja, amely szintén rontott volna a helyzetükön.

## Megjelenése
A 80-95 centiméteres hosszával, körülbelül akkora, mint a hosszúcsőrű keselyű; mindketten a közepes termetű óvilági keselyűformák közé tartoznak. A szóban forgó madárnak a tollazata nagyjából szürke színű; a farokalatti része világosabb. A combján fehéres pihe is látható. A nyaka hosszú, vékony, csupasz és fekete színű. A feje szintén csupasz, azaz tollazat nélküli és fekete. Pofája egy hosszú, vékony és sötét csőrben végződik; a csőrnek közepetájéka vékonyabb, mint a többi része. A fülnyílása jól kivehető és nem fedi tollazat.

### Fordítás
- Ez a szócikk részben vagy egészben  a   Slender-billed vulture című angol Wikipédia-szócikk ezen változatának fordításán alapul.  Az eredeti cikk szerkesztőit annak laptörténete sorolja fel. Ez a jelzés csupán a megfogalmazás eredetét és a szerzői jogokat jelzi, nem szolgál a cikkben szereplő információk forrásmegjelöléseként.